# Gare de La Pointe - Bouchemaine
Gare de La Pointe - Bouchemaine vasútállomás Franciaországban, Bouchemaine településen.

## Vasútvonalak
Az állomást az alábbi vasútvonalak érintik:
- Tours–Saint-Nazaire-vasútvonal

## Kapcsolódó állomások
A vasútállomáshoz az alábbi állomások vannak a legközelebb: